# Вільський Вадим Костянтинович
Вадим Костянтинович Вільський (1925—2001) — радянський, російський та молдовський актор театру та кіно.

## Біографія
Народився 24 серпня 1925 року в Кишиневі. 1952 року закінчив Ленінградський театральний інститут імені О. М. Островського. Потім влаштувався до Молдавського республіканського драматичного театру, де пропрацював чотири роки.
З 1956 року Вадим Вільський перейшов до Російського республіканського театру імені А. П. Чехова в Кишиневі, на сцені якого він виступав із перервою до 1963 року (у 1960—1962 роках працював на студії «Молдова-фільм»). У 1963—1964 роках Вадим Вільський — актор Мінського республіканського драматичного театру (Білоруська РСР). З 1964 року Вадим Костянтинович — художній керівник Навчальної акторської студії під час кіностудії «Молдова-фільм». У 1971—1974 роках працював на Одеській кіностудії, а з 1977 року — в Москві на кіностудії "Мосфільм .
Помер 17 листопада 2001 року. Похований на Хованському (Західному) цвинтарі Москви (дільниця 500У).

## Творчість
Вадим Вільський відомий глядачеві насамперед як виконавець епізодичних ролей. Найкращою роботою актора в кіно є єдина головна роль у короткометражному фільмі «Фотограф» (1997).

### Фільмографія
| - 1967 — При спробі втечі — фотограф, (немає в титрах) - 1967 — Маріанна — німецький офіцер - 1967 — Сергій Лазо — епізод - 1968 — Ця мить — інтербригадист - 1969 — Десять зим за одне літо — епізод - 1969 — Падаючий іній — інвалід - 1970 — Вибух уповільненої дії — філер - 1970 — Секундомір — другий адміністратор - 1971 — Червона хуртовина — Окенте - 1972 — Останній гайдук — робітник, епізод - 1973 — Докер — епізод - 1974 — Гнів — епізод - 1974 — Довгота дня — румунський офіцер - 1974 — Полум'я — рахівник (немає в титрах) - 1974 — Свій серед чужих, чужий серед своїх — бандит із патронташем - 1975 — Порт — Єгор - 1975 — Раба любові — Дубов, водій трамвая - 1976 — По вовчому сліду — матюхинець в окулярах - 1976 — Табір іде в небо — епізод - 1976 — Фаворит — Томкінс, власник кафе «Блакитне каченя» - 1977 — Коли поряд чоловік — епізод - 1977 — Ніч над Чилі — епізод - 1977 — Пил під сонцем — Б. І. Белєшин, комісар продовольства, призначений Муравйовим - 1977 — Сутичка в хуртовині — відвідувач ресторану - 1978 — Мій ласкавий та ніжний звір — лікар, (немає в титрах) - 1978 — Бунтівна барикада — епізод - 1978 — Однокашники — працівник заводу, (немає в титрах) - 1978 — Сибіріада — член президії - 1978 — Подружжя Орлових — співробітник іконописної майстерні - 1979 — Активна зона — працівник АЕС, голова місцевого комітету - 1979 — Життя прекрасне — наглядач, (немає в титрах) - 1979 — Сьогодні і завтра — епізод - 1980 — Білий сніг Росії — німецький офіцер на шаховому турнірі у Празі - 1981 — Душа — Норман, музичний продюсер - 1981 — На Гранатових островах — співробітник ЦРУ, (немає в титрах) - 1981—1982 — Росія молода — Ружанський - 1982 — Терміново... Таємно... Губчека — офіціант, (немає в титрах) - 1983 — Хабар. З блокнота журналіста В. Цвєткова — ветеран німецько-радянської війни, друг Михайла Міхова - 1983 — Приступити до ліквідації — швейцар (немає в титрах) - 1983 — Ти моє захоплення, моя мука - 1984 — Михайло Ломоносов — епізод - 1984 — Подвійний обгін — епізод - 1984 — Межа можливого — учасник наради в директора заводу - 1984 — Успіх — актор - 1985 — Перемога (нім. Der Sieg; СРСР—НДР) — британський перекладач - 1985 — Багратіон - 1985 — Місто наречених — виконроб - 1985 — Змієлов — вантажник - 1985 — Картина — член комісії, (немає в титрах) - 1985 — Набат на світанку Павло Петрович, учений - 1985 — Ранок приреченої копальні — власник копальні, (немає в титрах) - 1986 — Викуп — Карл Дейніц, постоялець готелю - 1986 — Хто увійде до останнього вагона — Адольф Карлович - 1986 — Лермонтов — лакей (немає в титрах) - 1986 — Лучаферул — епізод | - 1986 — Мій ніжно коханий детектив — член клубу холостяків (немає в титрах) - 1986 — Таємничий в'язень — генерал-губернатор - 1987 — Клуб жінок — член клубу «Чашка чаю» (в титрах В. Вільська) - 1987 — Оголошенню не підлягає — змовник, (немає в титрах) - 1988 — Громадянський позов (рум. Actiune civila) — експерт Мірський - 1988 — Гулящі люди — епізод - 1988 — На допомогу, братці! — епізод - 1988 — Осінь, Чертаново... — чоловік на похороні - 1988 — Публікація — дворовий забулдига, в титрах К. Вільський - 1988 — Нехай я помру, господи… - 1989 — Закон — гість на бенкеті - 1989 — А чи був Каротін? — гість на прийомі, (немає в титрах) - 1989 — З життя Федора Кузькіна — епізод - 1989 — Світ в іншому вимірі (фільм № 1 «Казенний будинок») - 1989 — Кому на Русі жити... — слідчий - 1989 — Сходи - 1989 — Любов з привілеями — гість на весіллі - 1990 — Десять років без права листування — відвідувач ресторану, (немає в титрах) - 1990 — Морський вовк — Хаскінс - 1990 — Остання осінь — веселий дідусь в автобусі - 1990 — Похорон Сталіна — гравець у шашки (немає в титрах) - 1990 — Система «Ніпель» — психіатр - 1990 — Людина з чорної «Волги» — секретар парткому - 1991 — Господня риба — будівельник - 1991 — І повертається вітер… — «сусід» - 1991 — Одкровення Іоанна Першодрукаря — епізод - 1992 — Дорогі мама та тато! (короткометражний) - 1992 — Луна-парк (фр. Luna Park; Росія, Франція) — гість на ювілеї - 1992 — Дотик — хірург - 1992 — Серця трьох — Паркер, камердинер - 1993 — Той, що біжить по льоду (англ. The Ice Runner, США) - 1993 — Світ в іншому вимірі. Стрес - 1993 — Пістолет із глушником — психічно хворий із ложкою, (немає в титрах) - 1994 — Майстер і Маргарита — літератор - 1995 — Панночка-селянка — слуга Берестових - 1995 — Червона вишня — полонений старий - 1995 — Під знаком Скорпіона — епізод - 1996 — Повернення «Броненосця» — актор Посредрабіса - 1997 — Графиня де Монсоро — Жером, озвучування — Юрій Саранцев - 1997 — Зміїне джерело — актор з телесеріалу - 1997 — Ми діти твої, Москва (короткометражний фільм) - 1997 — Фотограф (короткометражний фільм) — фотограф - 1998 — На ножах — епізод - 1998 — Твір до Дня перемоги — ветеран на репетиції параду, (немає в титрах) - 1999 — Досьє детектива Дубровського — літня людина - 1999 — Китайський сервіз — епізод - 1999 — Послухай, чи не йде дощ — епізод - 1999 — Що сказав небіжчик — Гаучо - 2000 — Брат-2 — вахтер - 2001 — Ігри у підкидному — епізод - 2001 — Падіння Голіафа — епізод |